# Rineloricaria
Rineloricaria (Рінелорікарія) — рід риб з групи Rineloricaria триби Loricariini з підродини Loricariinae родини Лорікарієві ряду сомоподібні. Має 66 видів. Наукова назва походить від грецького слова rhinos, тобто «ніс», та латинського слова lorica — «панцир зі шкіри».

## Опис
Загальна довжина представників цього роду коливається від 8 до 22 см. Голова відносно велика, сплощена зверху. Морда звужена, округла на кінці. З її боків присутні подовжені одонтоди (шкіряні зубчики). Губи однакові. Не мають видимих вусиків. Очі маленькі. Рот являє собою своєрідну присоску. Тулуб стрункий, вкрито кістковими пластинками. Спинний плавець високий, з сильним нахилом, цільний, повністю торкається тулуба. також має 1 жорсткий промінь. Грудні плавці широкі, на їх променях та шипах у самців є одонтоди. Перший промінь жорсткий (шип) короткий і товстий. Останній у самців вигнутий. Черевні плавці дорівнюють або перевершую розмір грудних плавців. Жировий плавець відсутній. Анальний плавець витягнуто донизу, помірно широкий. Хвостове стебло дуже тонке. Хвостовий плавець з виїмкою, мають ниткоподібні променів, що тягнуться з країв плавця.
Забарвлення світло-коричневе з темними довільно розкиданими плямами або цяточками темно-коричневого кольору. Спинний плавець темного кольору.

## Спосіб життя
Більшість рінелорікарій живуть у великих річках, лагунах, лісових струмках з піщаним або кам'янистим дном, серед опалого і затонулої листя в прозорих або каламутних водах. Зустрічаються в помірній течії. Утворюють невеликі косяки. Досліджують дно як щось їстівне або зіскрібають з листя рослин бактеріальний наліт і водорості. Активні у присмерку та вночі. Живляться водними безхребетними і детритом.
Самиця відкладає до 100 ікринок у скелясту порожнину або печеру.

## Розповсюдження
Мешкають у водних системах від Коста-Рики до центральної частини Аргентини.

## Тримання в акваріумі
Підходить ємність від 100 літрів. На дно насипають суміш дрібного і середнього піску. Зверху застеляють затонулими листям дерев і тонкими гілочками. Як декорації розміщують невеликі камені й корчі. Уздовж задньої стінки висаджують рослини.
Неагресивні рибки. Містять групою від 5-7 особин. Сусідами можуть бути дрібні харацинові (тетри), соми-коридораси. Годують сомів свіжими овочами, ошпарені листям салату, кропиви, кульбаби. 30 % харчу має мати тваринне походження. З технічних засобів знадобиться внутрішній фільтр середньої потужності для створення помірної течії, компресор. Температура тримання повинна становити 22-26 °C.

## Види
- Rineloricaria aequalicuspis
- Rineloricaria altipinnis
- Rineloricaria anhanguapitan
- Rineloricaria anitae
- Rineloricaria aurata
- Rineloricaria baliola
- Rineloricaria beni
- Rineloricaria cacerensis
- Rineloricaria cachivera
- Rineloricaria cadeae
- Rineloricaria capitonia
- Rineloricaria caracasensis
- Rineloricaria castroi
- Rineloricaria catamarcensis
- Rineloricaria cubataonis
- Rineloricaria daraha
- Rineloricaria eigenmanni
- Rineloricaria fallax
- Rineloricaria felipponei
- Rineloricaria formosa
- Rineloricaria giua
- Rineloricaria hasemani
- Rineloricaria henselii
- Rineloricaria heteroptera
- Rineloricaria hoehnei
- Rineloricaria isaaci
- Rineloricaria jaraguensis
- Rineloricaria jubata
- Rineloricaria konopickyi
- Rineloricaria kronei
- Rineloricaria lanceolata
- Rineloricaria langei
- Rineloricaria latirostris
- Rineloricaria lima
- Rineloricaria longicauda
- Rineloricaria maacki
- Rineloricaria magdalenae
- Rineloricaria malabarbai
- Rineloricaria maquinensis
- Rineloricaria melini
- Rineloricaria microlepidogaster
- Rineloricaria microlepidota
- Rineloricaria misionera
- Rineloricaria morrowi
- Rineloricaria nigricauda
- Rineloricaria nudipectoris
- Rineloricaria osvaldoi
- Rineloricaria pareiacantha
- Rineloricaria parva
- Rineloricaria pentamaculata
- Rineloricaria phoxocephala
- Rineloricaria platyura
- Rineloricaria quadrensis
- Rineloricaria reisi
- Rineloricaria sanga
- Rineloricaria setepovos
- Rineloricaria sneiderni
- Rineloricaria steindachneri
- Rineloricaria stellata
- Rineloricaria stewarti
- Rineloricaria strigilata
- Rineloricaria teffeana
- Rineloricaria thrissoceps
- Rineloricaria tropeira
- Rineloricaria wolfei
- Rineloricaria zaina